# يوحنا الثالث دوكاس فاتاتزس
يوحنا الثالث دوكاس فاتاتزس ((باليونانية: Ιωάννης Γ΄ Δούκας Βατάτζης)‏ (Iōannēs III Doukas Vatatzēs، حوالي 1193 – 3 نوفمبر 1254)، كان إمبراطور نيقية من 1222 إلى 1254. وخلفه ابنه، المعروف باسم ثيودور الثاني لاسكاريس.

## حياته
كان يوحنا دوكاس فاتاتزس، المولود في عام 1192 تقريبًا في ذيذيموتيخو، على الأرجح نجل الجنرال باسيليوس فاتاتزس دوق تراقيا، الذي تُوفي في عام 1193، وزوجته، وهي ابنة غير مسماة لإيساكيوس آنجيلوس وابنة عم الإمبراطورين إسحاق الثاني أنجيلوس وأليكسيوس الثالث أنجيلوس. أصبحت عائلة فاتاتزس بارزةً في المجتمع البيزنطي خلال فترة حكم الكومنينيين وكوّنت علاقات إمبراطورية مبكرة حين تزوج ثيودور فاتاتزس بالأميرة المولودة في الأرجوانية إيدوكيا كومنين، ابنة الإمبراطور يوحنا الثاني كومنين.
كان لدى يوحنا دوكاس فاتزاتس أخوان أكبر منه. كان الأكبر بينهما إسحاق دوكاس فاتاتزس (تُوفي في عام 1261)، الذي تزوج وأنجب ولدين: يوحنا فاتاتزس (وُلد في عام 1215)، الذي تزوج إيودوكيا أنجلينا وكان لديه ابنتان: ثيودورا دوكينا فاتاتزينا، التي تزوجت لاحقًا ميخائيل الثامن باليولوج؛ وماريا فاتاتزاينا، التي تزوجت لاحقًا ميخائيل دوكاس غلاباس تارشانيوتس، الحاكم العسكري لتراقيا.
باعتباره جنديًا ناجحًا من عائلة عسكرية، اختار الإمبراطور ثيودور الأول لاسكاريس يوحنا في عام 1216 تقريبًا ليكون الزوج الثاني لابنته آيرين لاسكارينا ووريثًا للعرش، وذلك بعد وفاة زوجها الأول أندرونيكوس بالايولوغوس. استبعد هذا الاتفاق أفرادًا من عائلة لاسكاريد من الإرث، وعندما أصبح يوحنا الثالث دوكاس فاتاتزس إمبراطورًا في منتصف شهر ديسمبر من عام 1221 بعد وفاة ثيودور الأول في شهر نوفمبر، كان عليه أن يقمع المعارضين لحكمه. انتهى الصراع في معركة بومانينون في عام 1224، التي هُزم فيها معارضوه على الرغم من دعم الإمبراطورية اللاتينية للقسطنطينية. أدى انتصار يوحنا الثالث إلى تنازلات إقليمية من قبل الإمبراطور اللاتيني في عام 1225، وتبع ذلك زحف يوحنا إلى داخل أوروبا حيث استولى على أدريانوبل.
انتهت ملكية يوحنا الثالث على أدريانوبل على يد ثيودور كومنينوس دوكاس حاكم إيبيروس وسلانيك، الذي طرد قوات الحماية النيقية خارج أدريانوبل واستولى على معظم تراقيا في عام 1227. أدى استبعاد ثيودور من قبل إيفان أسين الثاني البلغاري في عام 1230 إلى وضع حد للخطر الموجه من قبل سلانيك، وقد تحالف يوحنا الثالث مع بلغاريا ضد الإمبراطورية اللاتينية.
أدى هذا التحالف في عام 1235 إلى استعادة البطريركية البلغارية وزواج إيلينا البلغارية وثيودور الثاني، وعلى التوالي زواج ابنة إيفان أسين الثاني وابن يوحنا الثالث. في العام نفسه، قام البلغاريون والنيقيون بحملات احتجاجية ضد الإمبراطورية اللاتينية، وحاولوا محاصرة القسطنطينية في عام 1236. نتيجةً لذلك، تبنى إيفان أسين سياسةً مختلفةً، وأصبح محايدًا، تاركًا يوحنا الثالث لمكائده.
كان يوحنا الثالث فاتاتزس مهتمًا جدًا بجمع المخطوطات ونسخها، ويذكر وليام الروبروكي أنه كان يمتلك نسخةً من الكتب المفقودة من قصيدة فاستي للشاعر أوفيد. كان روبروك ينتقد التقاليد الهيلينية التي واجهها في إمبراطورية نيقية، وعلى وجه التحديد يوم عيد فيليسيتاس المفضل لدى يوحنا فاتاتزس، الذي يقترح ريش أنه الفاليسيتاناليا التي مارستها سولا لتبجيل فيليسيتاس في القرن الأول مع التركيز على عكس الأعراف الاجتماعية، التي تمجد الحقيقة والجمال، وعلى إلقاء الأشعار التهكمية والوثنية، وارتداء «السيناتوريا» المزخرفة، أو أردية العشاء، خلال النهار.
على الرغم من بعض الانتكاسات التي واجهت الإمبراطورية اللاتينية في عام 1240، كان يوحنا الثالث قادرًا على استغلال موت إيفان أسين الثاني في عام 1241 لفرض سلطته على سلانيك (في عام 1242)، ولاحقًا للاستيلاء على المدينة، إلى جانب جزء كبير من تراقيا البلغارية في عام 1246. بعد ذلك فورًا، كان يوحنا الثالث قادرًا على إحكام قبضته الفعلية على القسطنطينية في عام 1247. امتدت السلطة النيقية في السنوات الأخيرة لحكمه كثيرًا إلى الغرب، حيث حاول يوحنا الثالث احتواء توسع إيبيروس. انشق حليفا ميخائيل، وهما غولم من كرويه وثيودور بتراليفاس، إلى جانب يوحنا الثالث في عام 1252.
تُوفي يوحنا الثالث في نيمفيون عام 1254، ودُفن في دير سوساندرا الذي كان قد أسسه في منطقة ماغينسيا.